# 冰段
冰段（英語：stadial），或称作副冰期、冰阶，是指間冰期内部一段低温时期。这段时期的时长或温度不足以认定为冰期。著名的冰段有老仙女木期，新仙女木期以及从16世纪持续到19世纪的小冰期。
间冰段（interstadial）是指冰期内一段温暖时期，其时长与温度不足以认定为间冰期。一般说来，间冰段持续数千年，而间冰期持续超过万年。末次冰期中，博林振盪与阿勒羅德振盪是最末的两次间冰段。
格陵兰的冰芯钻探表明，过去十万年的末次冰期共有24个间冰段。这一现象称作丹斯伽阿德-厄施格尔周期。